# Белозёров, Андрей Борисович
 Андре́й Бори́сович Белозёров (род. 4 декабря 1966, Бендеры, Молдавская ССР) — прозаик, основоположник направления эпохального реализма в современной литературе.

## Биография
Учился в Кишинёвском институте Искусств и в Педагогическом институте. Окончил Высшие литературные курсы при Литературном институте имени А. М. Горького (семинар прозы, 2003).
Неоднократно печатался в изданиях: «Кодры. Молдова литературная», «Литературная Россия», «Московский вестник», «Наш современник» (2009—2014), «Дружба народов» (при Александре Эбаноидзе), «Роман-газета», «Новый Журнал» (Нью-Йорк) и мн. др..
В ноябре 2014 года в связи с неприятием официальной позиции редакции «Нашего современника» по вопросу аннексии Крыма к РФ, а также войны на территории Донецкой и Луганской областей Украины отозвал свои произведения из журнала.
Живёт в Бендерах (Приднестровье, Молдова).

## Работы

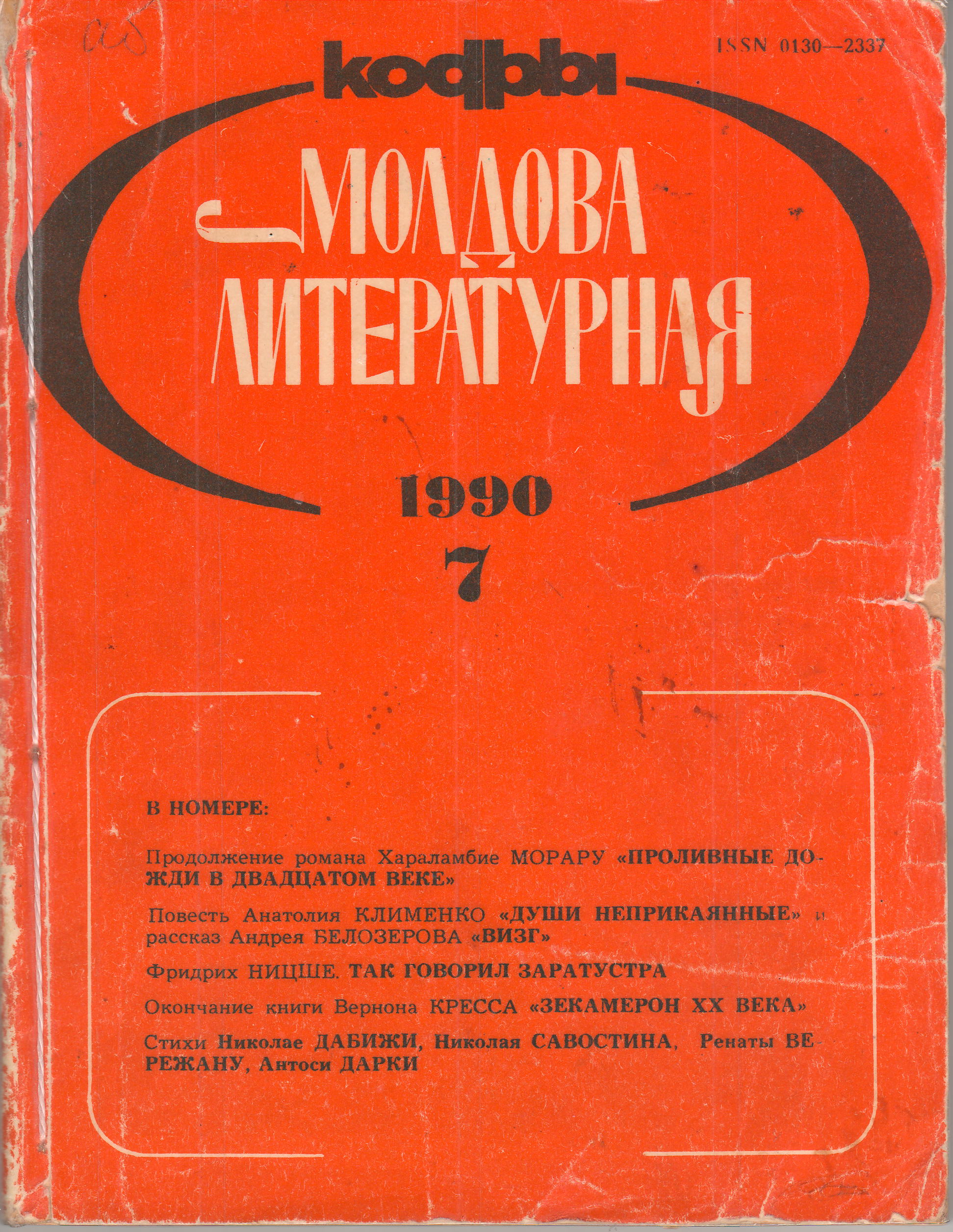
Рассказ «Визг», «Кодры. Молдова литературная», 1990, № 7

Андрей Белозёров дебютировал в июле 1990 года с рассказом «Визг» в журнале «Кодры. Молдова литературная». Представитель «новой волны» молодых русских литераторов Молдовы, чьи произведения «убедительно и ярко отражают психику людей периода разлома времён, когда старые идеалы были сокрушены, а новые не предложены, когда разобщённость повергла многих в растерянность и жизнь стала восприниматься как кораблекрушение. <…> Проза А. Белозёрова принесла в русский литературный процесс проблемы экзистенциальной коммуникации…». Узрит республиканская критика в художническом видении автора и следы, ведущие к представителям русской и мировой классики — Ф. М. Достоевскому, А. Камю, Ж.-П. Сартру; укажет, что автором созданы образы героев со сломленной психикой, неизбежно кончающих суицидом или одержимых идеей, которую невозможно осуществить, и что их жизнь напоминает бег по кругу.
Анализируя повесть «Лица», опубликованную годом позже в тех же «Кодрах», литературовед Э. Лефтер отметит: «Историческое время то обнаруживает соответствие с решениями человека, то резко противостоит им. В результате становятся художественно самоочевидными конфликтные отношения персонажей не только между собой, но и с историческим временем в целом. Причём эти взаимоотношения могут довести и до крайней точки — самоубийства — как протеста, как вызова окружающему миру. <…> Русская повесть Молдовы подобного мировосприятия героев и их самоощущения в данной реальности ранее не изображала».

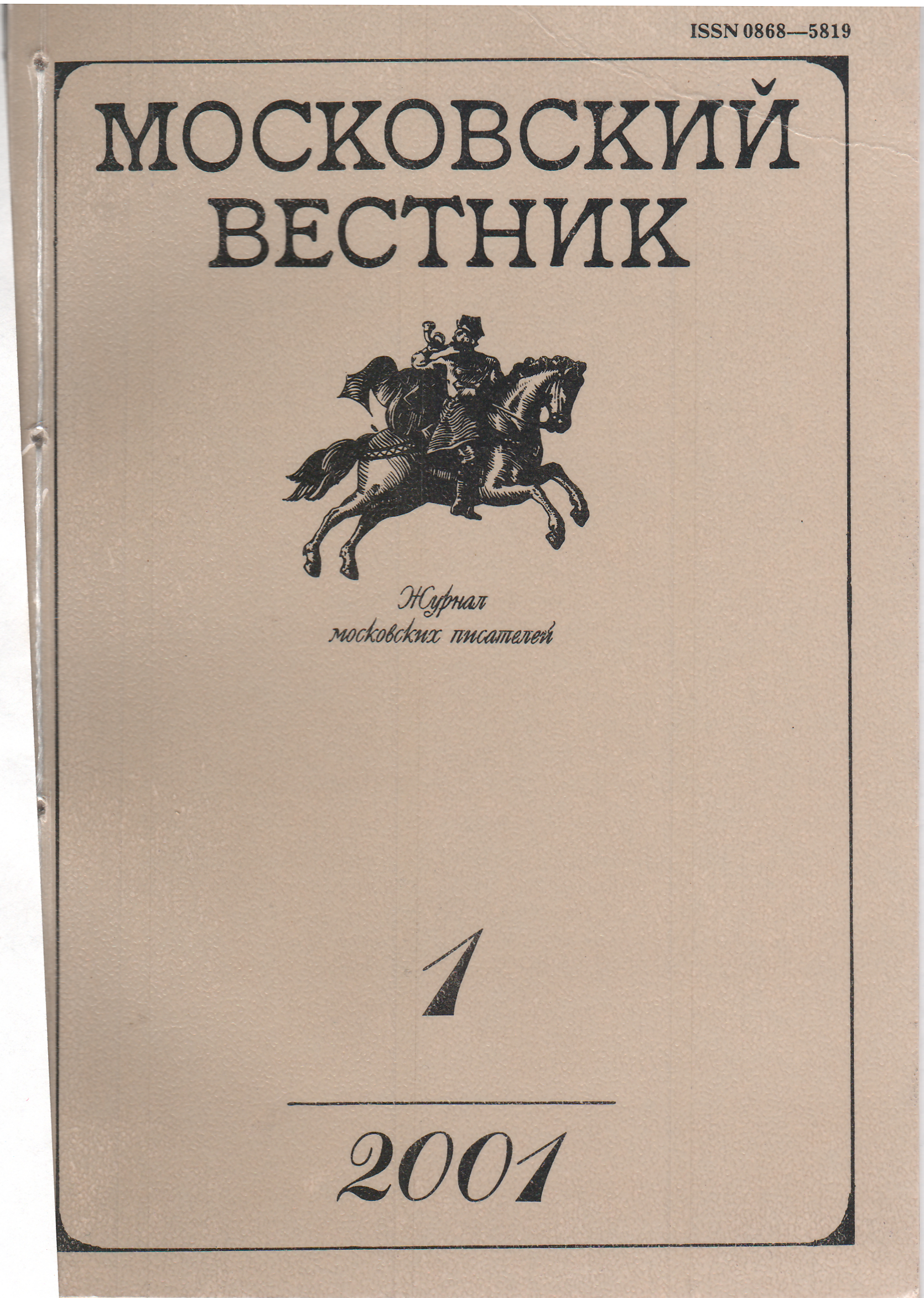
Повесть «Всегда сейчас», «Московский вестник», 2001, № 1

В 2001 году опубликовал повесть-репортаж «Всегда Сейчас, или Сублимация в сюжет» в журнале Московских писателей и Литературного института — «Московский вестник». В предисловии к изданию редколлегия написала: «Начало 2001 года мы открываем публикацией истерически талантливой повести А. Белозёрова. Аритмия этой прозы, воспалённый ум и страстность её автора, на наш взгляд, достаточно убедительно выражают дух времени в его ближайшей перспективе…»
Сюжет повести: герой нелегально бежит в Америку, засев поначалу в потайном люке скорого поезда, пограничники находят его и отправляют в больницу для умалишённых, откуда героя выписывают без видимых улучшений, в таком виде он встречается с женщиной — сначала из огня, потом земной. Всё это становится достоянием Дневника, который попадает в руки всех встретившихся на его пути: капитана пограничников, психиатра, возлюбленной; тем не менее все, кто открывают Дневник, читают про текущий момент — о том, что происходит с автором Дневника и с ними сию секунду. Герой повествования признаётся: «Всё смешалось для меня, — и прошлое, и настоящее, и неизбежное в окладе нынешнего будущее… Есть только одно состояние в котором я существую — время чтения вами этих записок!..» Дневник поможет герою осуществить задуманное.
Разбору повести «Всегда сейчас», а также главам из романа «Масоны моего мозга», опубликованным в том же «Московском вестнике», посвящена статья С. Солотчина «Притяжение Сартра: послесловие к публикации», где критик коротко резюмирует: «Персонализм-экзистенциализм в России и Белозёров пророк его!..»
Перипетии местного характера, связанные с отправкой в Литинститут, годы учёбы в столице столиц нашли отражение в повести «Джекпот, или Портрет художника в силе», опубликованной в «Новом Журнале» (Нью-Йорк), где и обозначится явный переход от плутовского романа «Масоны моего мозга» к просвещенческому. Самое «Джекпот» — гимн человеку гуманитарному; данная повесть вошла в шорт-лист Премии Марка Алданова-2018, учреждённой «Новым Журналом», а увидела свет в означенном издании аккурат к 220-летию со дня рождения А. С. Пушкина.
В годы обучения на ВЛК (2001—2003) Белозёров регулярно посещал заседания Клуба метафизического реализма во главе с Юрием Мамлеевым. Под влиянием метода метафизического реализма написана повесть «Пояс шахида, или Эти безумные круги Сансары», опубликованная в «Московском вестнике». Главный герой, колумнист столичного издания, проезжая по кольцу Московского метро после недавних терактов, вершит настоящий сеанс арт- и лого-терапии в себе и в читателе. Повесть стала лауреатом Литературного конкурса «Древний город на Днестре» к 600-летию Бендер.

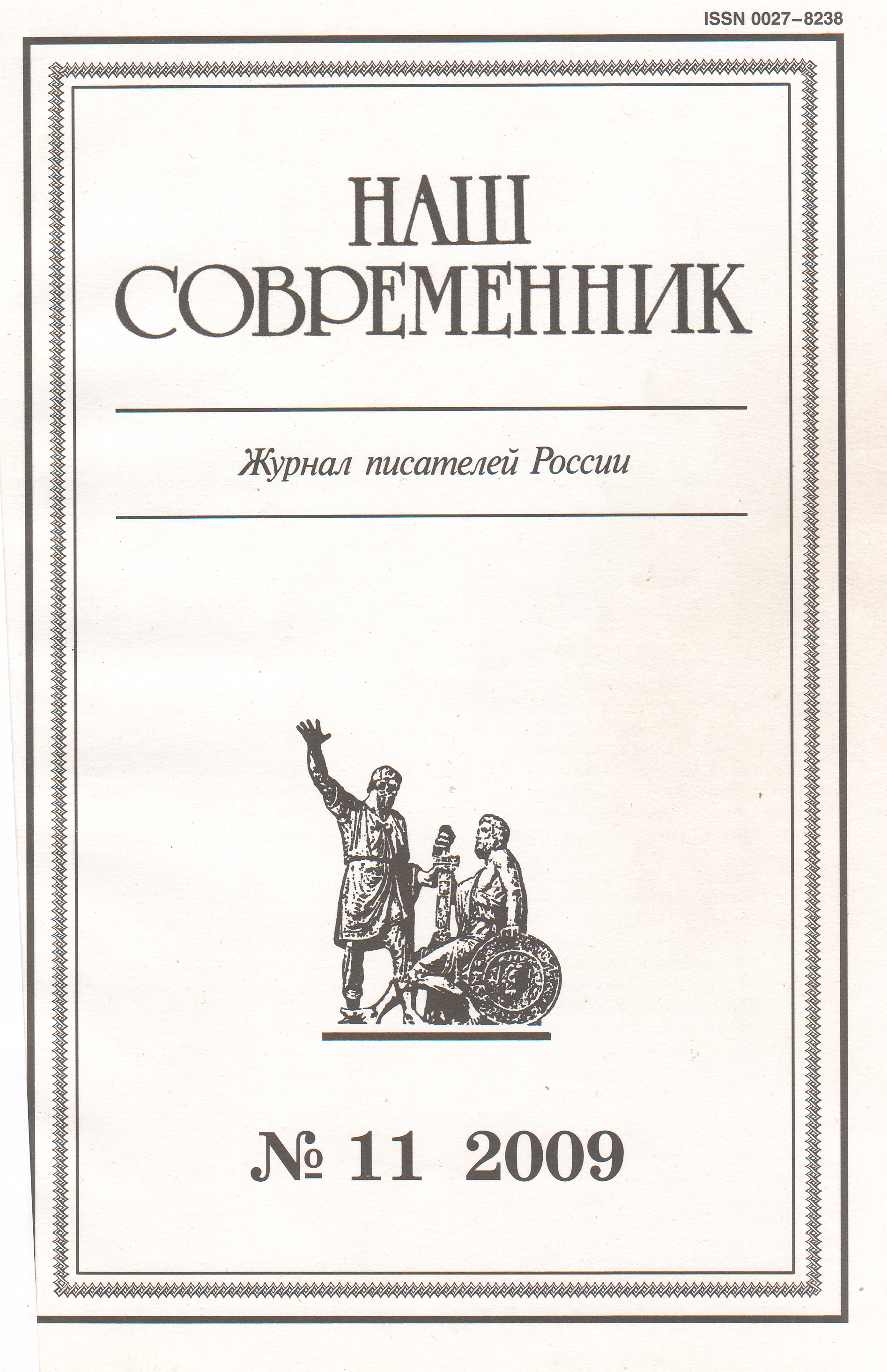
Рассказ «Молодость. Любовь. Война», «Наш Современник», 2009, № 11

В канун 20-летия образования ПМР Белозёров представит на суд комиссии Государственного конкурса «Родное Приднестровье» свой первый рассказ о войне 1992 года «Молодость. Любовь. Война», опубликованный в журнале «Наш современник». Этот рассказ, где главный герой — юноша-поэт, выводящий под белым («пораженческим») флагом колонну мирных жителей с «оккупированного» конституционными войсками микрорайона, — проникнут отважным антимилитаристским духом. Рассказ станет лауреатом Конкурса, но войдёт в республиканские литературные анналы в урезанном формате.

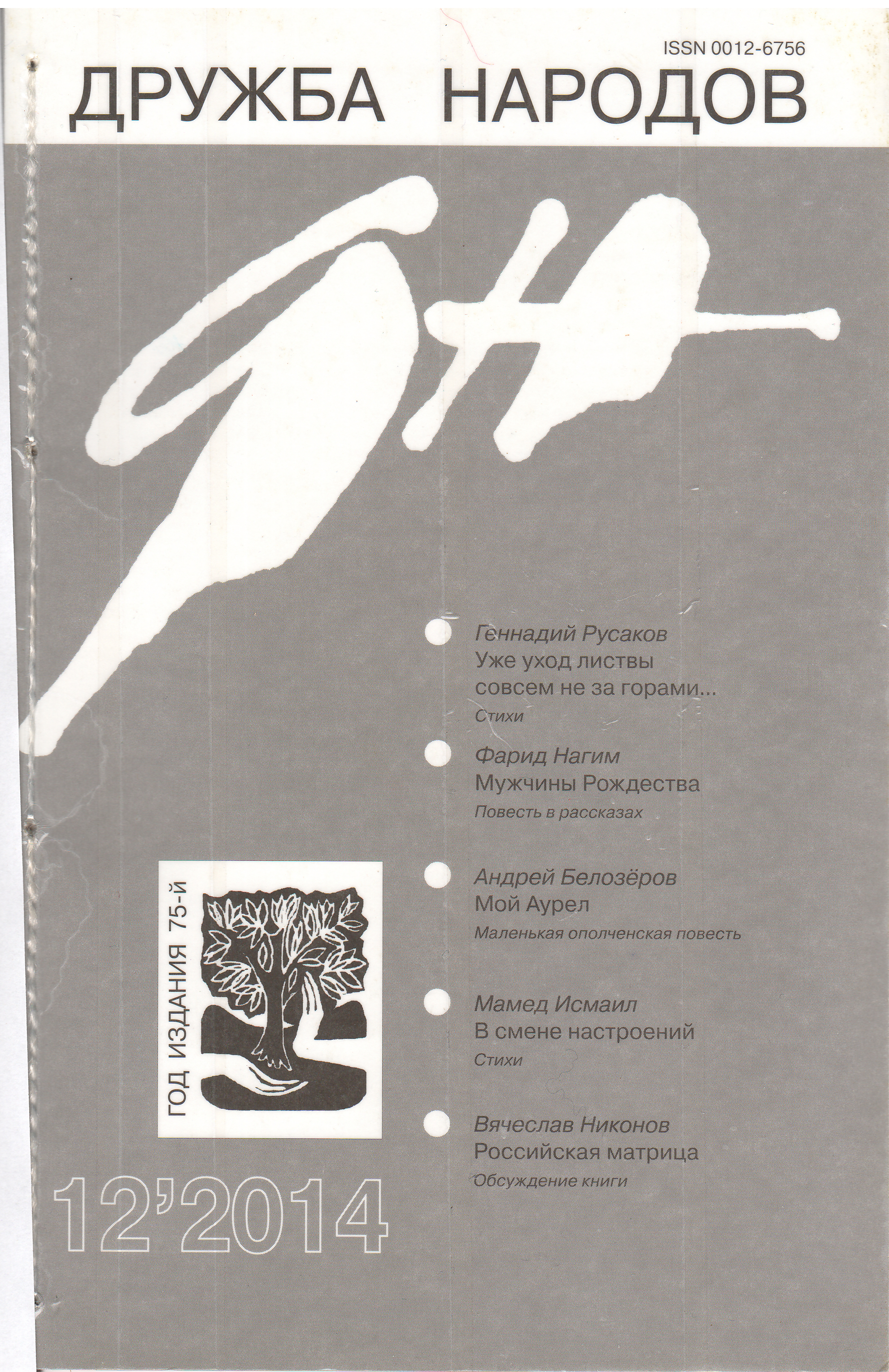
Повесть «Мой Аурел», «Дружба народов», 2014, № 12

Особое внимание уделил Белозёров теме палач и жертва. В этом ряду — маленькая ополченская повесть «Мой Аурел», опубликованная журналом «Дружба народов».Палач ― «ботаник»-ополченец; жертва — воин-конституционалист, всего на год его старше. Гибель «врага» оборачивается для «палача» плачем. Что это как не покаяние русского интеллигента, несущего во все времена ответственность за «дурную» действительность, — обратка за неразумие, малодушие, рабское состояние воли, — и верхов диффузных, и им преданных низов?! А сепаратизм — не самоубийство ли на уровне коллективном?!

Сборник рассказов «Молодость. Любовь. Война» в старейшем народном журнале «Роман-газета» в год 90-летия издания и 50-летия самого автора отмечен дипломом VIII Международного славянского литературного форума «Золотой витязь» (Иркутск, 2017). На родине же малой — практика обструкции, замалчивания творчества А. Белозёрова. И анафема — с момента опубликования повести «Галерея ПМР» в «Новом Журнале» (Нью-Йорк).

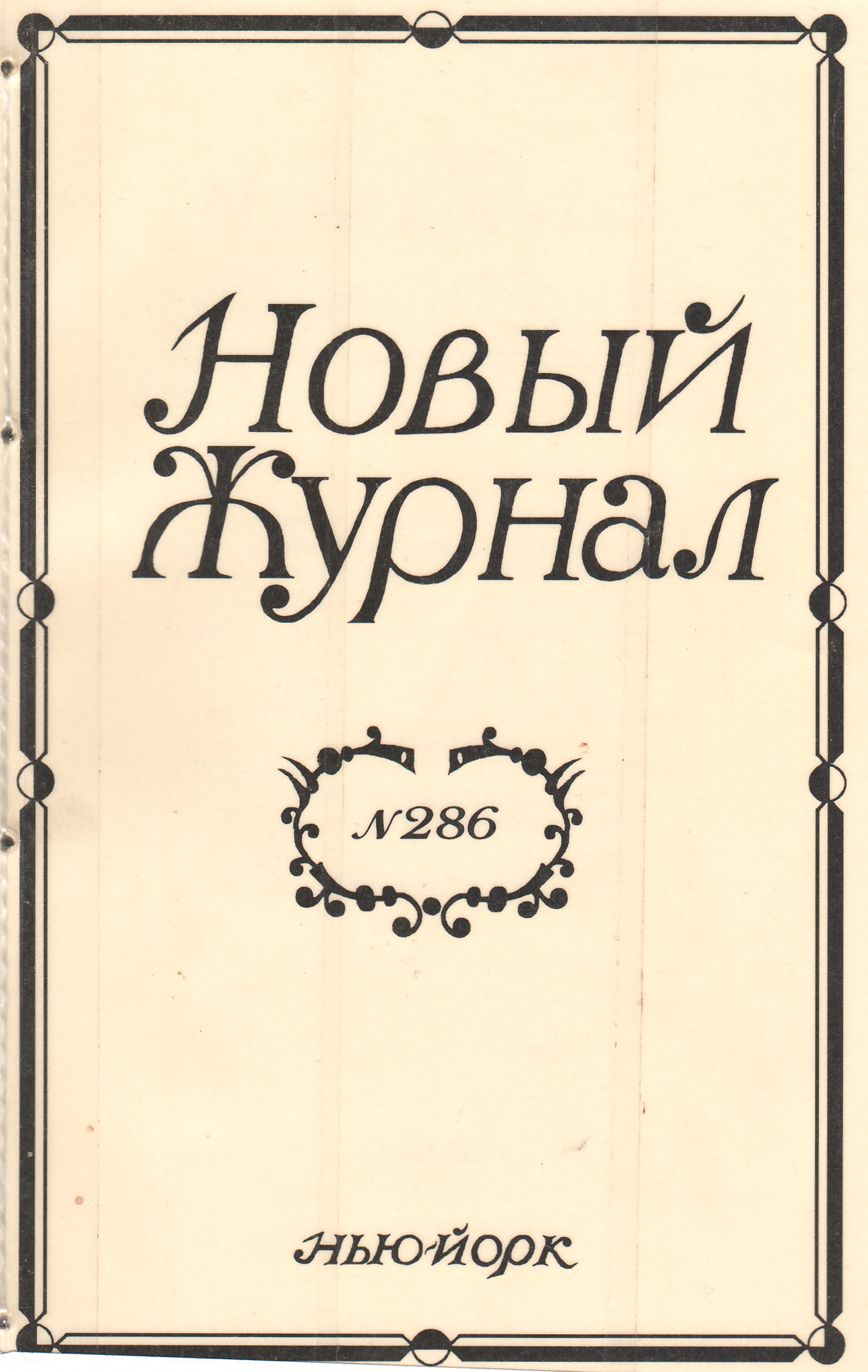
Повесть «Галерея ПМР», «Новый журнал», 2017, № 286

Именно в период работы над повестью «Галерея ПМР» (2010—2015 гг.) Белозёров сформулировал и претворил в жизнь принципы нового направления в искусстве — эпохального реализма.Суть которого — преодоление античеловеческой матрицы постмодернизма и обращение (на витке новом) к принципам классической русской литературы с ее созерцательностью, народностью (в высшем и благороднейшем значении этого слова), постановкой актуальных политических вопросов, безупречностью эстетических оценок. Ведь по мысли В. Г. Белинского «идея закономерности исторического процесса не полна без идеи отрицания, как исторического права, не менее священного, и без которого история человечества превратилась бы в стоячее и вонючее болото». С позиций этих все духовные метания, сомнения, «мысли злобные», вложенные автором в уста героев «Галереи ПМР», — и есть то чувствилище трагедийное, что все лучшие люди своих времен, выразители идей передовых эпох — и Пушкин, и Лермонтов, и Гоголь, и Белинский, и Огарев, и Станкевич, и Герцен, и мн. др. — переживали в борьбе с мракобесием, ратуя за «свободу смелую», за откровенность желчную, за борьбу реальную достойную против воль инквизиторских верхов!!!  
В своём интервью «На твёрдой почве гуманизма: к 20-летию творческой деятельности» (состоявшемся, подписанном в печать СП ПМР, но так и не опубликованном в главном рупоре ПМР — газете «Приднестровье») Андрей Белозёров говорил:

…А чем мы тут все, писатели Приднестровья, занимаемся? — Заполучаем сакрально информацию в данной Точке опаленной пространства мирового и транслируем в мир — эпохальный реализм!.. То есть, каждый коллега своим кропанием скромным льет неизменно на мельницу исторической темы народной, становления нашего человеческого во времени и пространстве. Грандиозное явление…
Повесть «Галерея ПМР» стала лауреатом Международной литературной премии им. Марка Алданова-2016 («Новый Журнал», Нью-Йорк).
Подробный анализ повести «Галерея ПМР» произведён в статье Ж. Гладковой «Эпохальный реализм Андрея Белозёрова».
В своём манифесте под названием «В тренде» автор пишет:

…Ведь преодолев национальное узко, которое нам всем в последние годы для оттяжки времени исторического, для канализирования энергий личностных, предлагают на блюдечке верхи, вырвемся мы в семью общемировую, оставаясь, впрочем, по местам, в квартирах-ячеях своих, будучи сплошь окутаны Интернета облаком. Грезить станем временем-пространством новым, которое по закону Эйнштейна тяготеть будет уже не просто к массе большей, а к осознанию великому в себе (в каждом из нас). Чёрные дыры осознания будут править в мире бал, а не потоки финансовые. Акценты основные перекувырнутся: стягивание к воронкам личностным произойдет по линиям нравственности новой. Короче, у кого рефлексия круче — тот и Пан!.. Эпохальный экзистенциализм — время чтения вами записок этих! Эпохальный экзистенциализм — Здесь и Сейчас!!
Полет свободный в пространстве-времени эпохального экзистенциализма — повесть «Тело» . «А что, если жертва войны — вовсе не жертва?» — лейтмотив каждой из восьми новелл, сведенных в единую ткань текста. Короткие истории с нетривиальным и строгим сюжетом, с ясной композицией, сплачивает в одно и еще нечто — неординарное отношение к ситуации современной городской войны, когда кровавая распря превращается в чудовищную обыденность. И хотя в каждой главе присутствует центральный персонаж, но сквозной героиней выступает неизменно Лариса Мышкина — студентка-музыкантша. Это ее чистые воля и представление, послужат драйвером для драматических коллизий: заставят находить отклик на «предмет» (плясать под свою «дуду») и домашних, и соседей по типовой пятиэтажке («мирных» коллег по несчастью), а также опытных военных по обе стороны противостояния.

В 2020 году Кишиневское издательство «Litera» выпустило в свет сборник повестей и рассказов автора «Третья сила», чью основу составляет расширенная версия повести «Галерея ПМР». Издание осуществлено при содействии Комиссии по печати, а также Министерства Просвещения, Культуры и исследований Республики Молдовы с целью укрепления доверия между двумя берегами Днестра в деле скорейшего разрешения неурегулированного статуса ПМР.    
С началом полномасштабных военных действий армии РФ в Украине все острее и злее звучит критика авторская сепаратизма доморощенного, как причины бед народных на территории бывшего СССР, так и драйвера катастрофы глобальной. Проза Белозёрова приобретает черты публицистичности, примерами могут служить: очерк «Дикий удел» в журнале «Времена» (Бостон), повесть «Трое. К новым берегам» в «Новом Журнале» (Нью-Йорк) , почти следом «Трое» подхватывает, как стяг боевой, и журнал «День и Ночь» (Красноярск), словно в пику, публикующимся в номере, опусам литературным С. Шойгу, тогдашнего министра обороны РФ.
Факты свидетельствуют, что интерес к творчеству А. Белозёрова, а значит и к освещению событий эпохальных, огнеметных, в республике самосвободной на Днестре, балансирующей на грани жизни-смерти вот уже более 30 лет, и как в капле отражающей океан — настоящее и будущее нарождающихся республик самопровозглашенных в Донбассе и в Новороссии, — не убывает. Так повесть «Вот пойду и застрелюсь эпохально», опубликованная в «Новом Журнале» (Нью-Йорк), стала лауреатом Международной литературной премии им. Марка Алданова-2023  и вошла в "Рейтинг Журнального Зала. Январь 2024. Самые читаемые новинки в категории «нон-фикшн»".
Каждый голос-протест против безумия войны, разгорающейся во все больших, планетарных масштабах, и тиражируемый печатными или электронными СМИ, вопреки крепнущим репрессиям цензурным, — плод не только «свободы смелой», откровенности желчной автора, но и подвиг издателя. Яркое подтверждение тому — рассказ «Шпион турецкий», опубликованный журналом «Времена» (Бостон) .

Живя и рефлексируя в Бендерах, автор апеллирует к неисхоженным ни в отечественной, ни в иностранной литературе Топосам. Творчество Андрея Белозёрова яркий образец прозы современного Русского Зарубежья на постсоветском пространстве.  

## Премии и номинации
- 2008 — лауреат литературного конкурса «Древний город на Днестре» к 600-летию Бендер
- 2010 — лауреат Государственного конкурса «Родное Приднестровье» к 20-летию ПМР
- 2016 — лауреат Премии Марка Алданова
- 2017 — дипломант VIII Международного Славянского литературного форума «Золотой Витязь»
- 2018 — шорт-лист Премии Марка Алданова
- 2023 — лауреат Премии Марка Алданова
- 2024 — Рейтинг Журнального Зала. Январь 2024. Самые востребованные новинки в категории «нон-фикшн»